# Terminal del Cerro

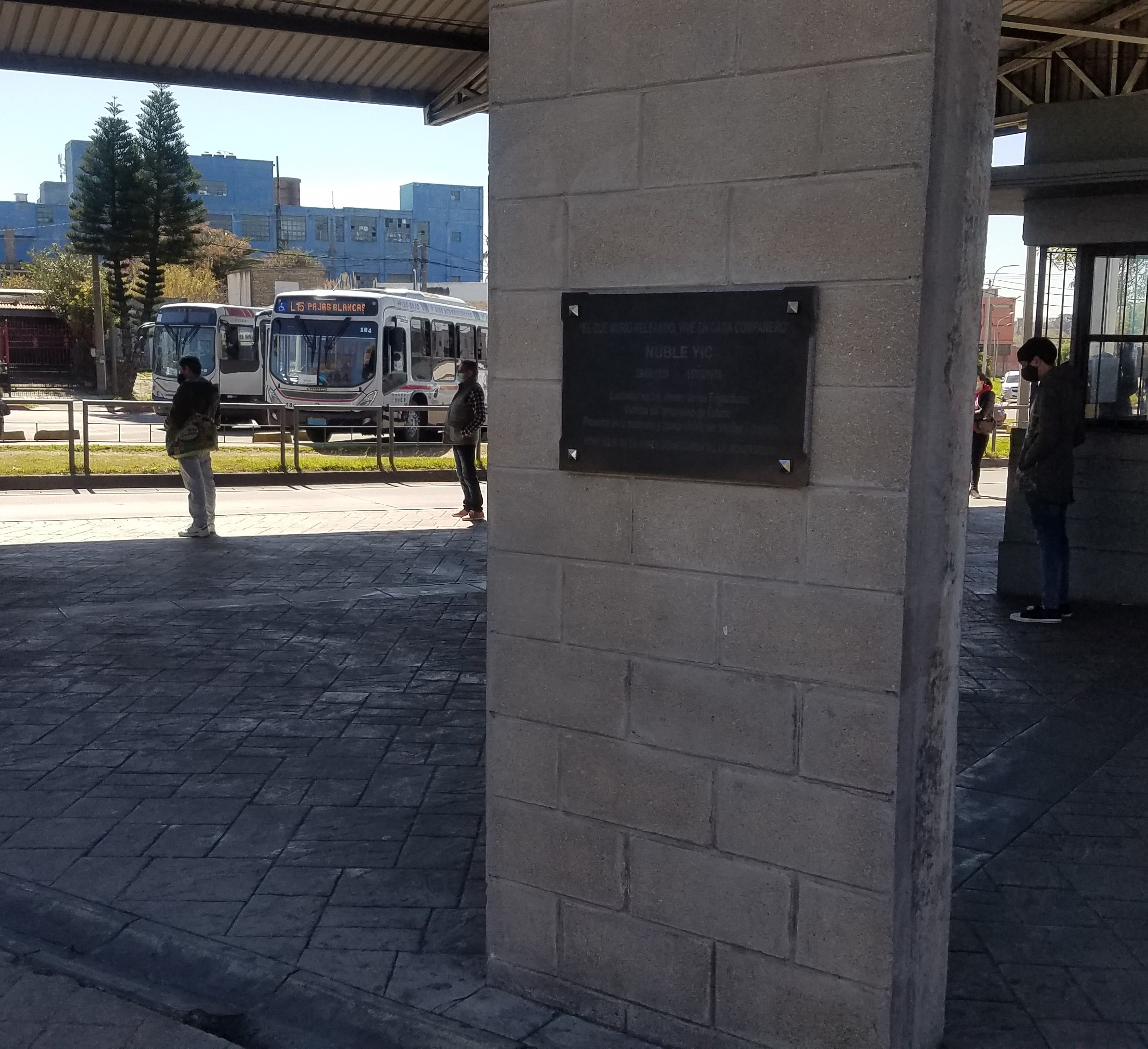
Andenes de la terminal

La Terminal del Cerro es una de las terminales que conforman el sistema de transporte de la ciudad de Montevideo. Está ubicada en el barrio Cerro Norte sobre la intersección de la Avenida Carlos María Ramírez con las calles Turquía, Pedro Castellino y Ramón Tabarez, próxima a las inmediaciones del Hospital del Cerro.

## Características
De forma complementaria, se acondicionó la calle Turquía, entre la Av. Carlos María Ramírez y Dr. Pedro Castellino, como semi-peatonal, generando un nuevo acceso a la Escuela Ramón Tabárez.
El conjunto edilicio cuenta con servicios públicos, servicios para el personal de plataforma, locales comerciales y una feria permanente conformada por los vendedores ambulantes que fueron trasladados de la zona comercial de la Av. Carlos María Ramírez.
La Terminal calificó el entorno inmediato dado que aportó, además del movimiento de personas a toda hora del día, una buena iluminación pública y un espacio abierto de calidad.

## Líneas
Las líneas que ingresan a la Terminal desde el área central de la ciudad lo hacen por la Av. Carlos María Ramírez, Tabárez, Dr. Pedro Castellino y salen por la calle Egipto, Japón y la Av. Carlos María Ramírez, a excepción de las líneas con destino al noroeste, es decir, las líneas 17, 185 y 306 a Casabó, las líneas 124/124SD y 186 a S. Catalina y las líneas 137 y 163 a Paso de la Arena, las cuales realizan esta parada en la Av. Carlos María Ramírez y Turquía. En la intersección de ingreso al Cerro también se construyó una rotonda vial que mejoró el acceso al barrio y dejó prevista para construir a futuro, una franca conexión con la rambla del Cerro y con la propia Terminal, ya que esa etapa no pudo ser completada desde entonces.
Las líneas locales barriales ingresan y salen de la Terminal por Dr. Pedro Castellino, conectándose con el barrio y la zona inmediata por la Av. Santín Carlos Rossi.
| 17  | Punta Carretas < Terminal > Casabó            |
| 76  | Punta Carretas < Terminal > Playa del Cerro   |
| 124 | Ciudad Vieja < Terminal > Santa Catalina      |
| 125 | Ciudad Vieja < Terminal > Playa del Cerro     |
| 133 | Aduana < Terminal > Pajas Blancas             |
| 137 | Aduana < Terminal > Paso de la Arena          |
| 163 | Pocitos < Terminal > Paso de la Arena         |
| 185 | Pocitos < Terminal > Casabó                   |
| 186 | Pocitos < Terminal > Santa Catalina           |
| 195 | Buceo < Terminal > Playa del Cerro            |
| 306 | Géant/Parque Roosevelt < Terminal > Casabó    |
| 370 | Portones < Terminal > Playa del Cerro         |
| L12 | Playa del Cerro < Terminal > Puntas de Sayago |

| L4  | Terminal - La Boyada           |
| L6  | Terminal - Paso de la Arena    |
| L7  | Terminal - Hospital Saint Bois |
| L15 | Terminal - Pajas Blancas       |
| L23 | Terminal - Santa Catalina      |
| L26 | Terminal - Belvedere           |
| L38 | Terminal - Tres Ombúes         |

| L17 | Terminal - Playa del Cerro |
| L18 | Terminal - Playa del Cerro |
| D2  | Terminal - Ciudad Vieja    |